# 소가 마치코
소가 마치코(Machiko Soga, 1938년 3월 18일 ~ 2006년 5월 7일)는 일본의 배우, 가수, 일본의 성우이다.
하치오지시에서 태어났으며 구니타치시에서 사망하였다. 사인은 췌장암이다.

## 영화
- 자토이치 - 싸움북 (1968년) - 오센 역
- 시공전사 스필반 (1986년)
- 마이티 모핀 파워레인저 (1993년)
- 마법전대 매지레인저 (2005년)
- 마법전대 마지레인저 THE MOVIE - 인페르시아의 신부 (2005년) - 마지엘 역
- 파워 레인저 매직 포스 & 트레저 포스 (2006년) - 마지엘 역

## 같이 보기
- 웨인 올와인
- 데이너 힐
- 짐 바니
- 조 랜프트
- 앨런 영